# Victot-Pontfol
Victot-Pontfol település Franciaországban, Calvados megyében. Lakosainak száma 80 fő (2022. január 1.). Victot-Pontfol Beuvron-en-Auge, Cambremer, Gerrots, Hotot-en-Auge, Rumesnil, Notre-Dame-d'Estrées-Corbon és Cambremer községekkel határos.

## Népesség
A település népessége az elmúlt években az alábbi módon változott:
| Lakosok száma | 150  | 139  | 132  | 125  | 115  | 115  | 107  | 88   | 85   | 80   |
|               | 1968 | 1982 | 1990 | 2006 | 2013 | 2015 | 2017 | 2019 | 2020 | 2022 |